# Mariano Berriex
Mariano Berriex (sinh ngày 29 tháng 4 năm 1989 ở Quilmes, Argentina) là một cầu thủ bóng đá người Argentina và Croatia hiện tại thi đấu ở vị trí tiền vệ chạy cánh cho Liga 1 Indonesia club PS TIRA.